# Iugoslávia e os Aliados

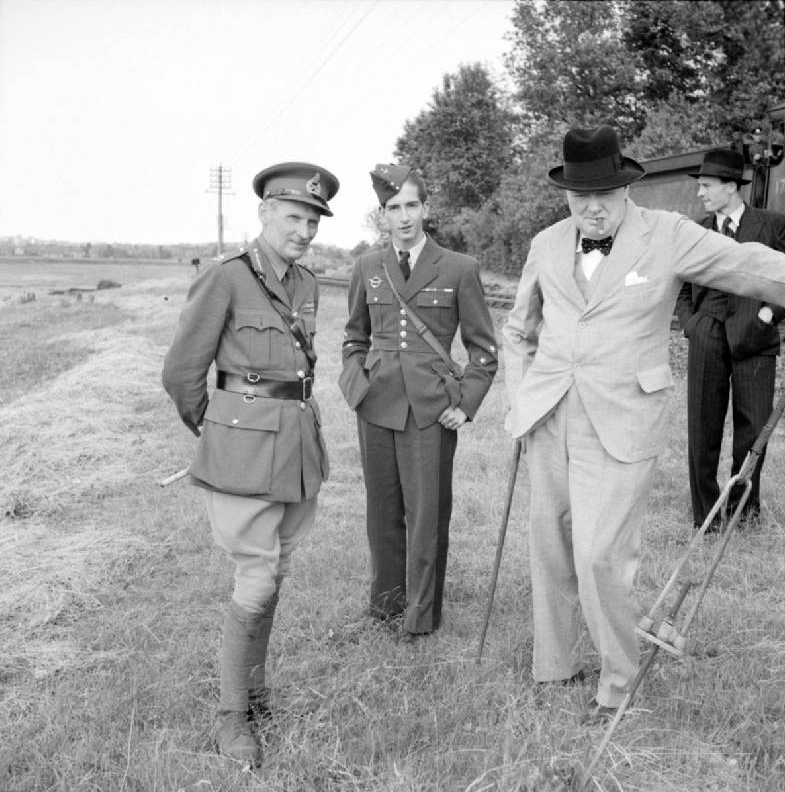
O primeiro-ministro do Reino Unido Winston Churchill e o rei Pedro II da Iugoslávia com o tenente-general Bernard Montgomery em 1941

Em 1941, quando o Eixo invadiu a Iugoslávia, o rei Pedro II formou um governo no exílio em Londres e, em janeiro de 1942, o monarquista Draža Mihailović tornou-se Ministro da Guerra com o apoio britânico. Mas em junho ou julho de 1943, o primeiro-ministro britânico Winston Churchill decidiu retirar o apoio de Mihailović e dos Chetniks que ele liderava, e apoiar os partisans liderados por Josip Broz Tito, embora isso resultasse no "controle comunista completo da Sérvia".  A principal razão para a mudança não foram os relatórios de Fitzroy Maclean ou William Deakin, ou como mais tarde alegou a influência de James Klugmann na sede do Special Operations Executive (SOE) no Cairo ou mesmo de Randolph Churchill, mas sim as evidências do Ultra decifradas pelo Government Code and Cypher School em Bletchley Park que os partisans de Tito eram um "aliado muito mais eficaz e confiável na guerra contra a Alemanha".  Nem foi devido a alegações de que os Chetniks estavam colaborando com o inimigo, embora houvesse algumas evidências de decifrações de colaboração com forças italianas e, às vezes, alemãs.

## Contato com a Iugoslávia
Dada a intensidade da “Operação Strafgericht” e o rápido colapso da defesa iugoslava, alguns agentes da SOE dirigiram-se por conta própria para Istambul ou para o Médio Oriente, enquanto outros seguiram o governo iugoslavo em fuga até à costa montenegrina.  Os seus planos para bloquear o Danúbio e interromper o fornecimento alemão de petróleo e cereais provenientes da Roménia, explodindo uma grande quantidade de rocha no desfiladeiro de Kazan, ou afundando barcaças carregadas de cimento nos estreitos de Greben ou no canal Sip, falharam na sua maioria. No final, o rio ficou intransitável durante três a cinco semanas sem grande impacto sobre o inimigo. 
Ao mesmo tempo, a SOE e o governo britânico perderam contato com os agentes no terreno e isso só aconteceu em agosto de 1941. quando os sinais de rádio de Mihailović foram captados pela estação de monitoramento naval britânica em Malta.  Na confusão dos relatórios iniciais, recebidos através de agentes que chegam por terra a Istambul, refugiados e fontes do Governo iugoslavo no exílio (YGE) sobre a situação no país, alegadas perseguições e massacres, bem como focos de resistência, o governo britânico havia organizado missões diretas para a região.  Eles consistiam principalmente de agentes britânicos da SOE, operadores W/T e oficiais do exército iugoslavo e tinham uma tarefa semelhante: "descobrir o que estava acontecendo na Iugoslávia e coordenar todas as forças de resistência lá". 
Algumas das missões mais proeminentes estão listadas na tabela abaixo:
| Data                                 | Code Name                | Método                  | Partida           | Desembarque                            | Membros | Observações |
| ------------------------------------ | ------------------------ | ----------------------- | ----------------- | -------------------------------------- | --- | --- |
| 20/09/1941                           | Operation Bullseye       | Submarino (HMS Triumph) | Malta             | Petrovac (Montenegro)                  | - Col D.T. Bill Hudson - Maj Mirko Lalatović - Maj Zaharije Ostojić - Sgt Veljko Dragičević (W/T)                                                                                           | A primeira missão da SOE enviada com o objetivo de descobrir o que estava a acontecer na Iugoslávia e coordenar todas as forças de resistência ali "independentemente da crença nacional, religiosa ou política". Devido a problemas com seu rádio, as transmissões de Hudson foram interrompidas em 19 de outubro de 1941, mas foram retomadas em maio de 1942..                                     |
| 26/01/1942                           | Operation Henna          | Submarino (HMS Thorn)   | Alexandria        | Island of Mljet (Croatia)              | - Lt(R) Stanislav Rapotec - Sgt Stevan Sinko (W/T) | Tem como objetivo informar sobre "organizações patrióticas eslovenas". Sinko estava doente e partiu em Mljet, enquanto Rapotec viajou amplamente, encontrando vários grupos de resistência e líderes antes de emergir na Turquia em 2 de julho de 1942. |
| 04/02/1942                           | Operação Hydra           | Submarino (HMS Thorn)   | Alexandria        | Petrovac (Montenegro)                  | - Maj Terence Atherton - Lt R Nedeljković - Sgt Patrick O'Donovan (W/T) | Destina-se a informar sobre a situação no Montenegro. Encontrou-se com Tito e o QG partidário em Foča em 19 de março de 1942. mas partiu em 16 de abril de 1942 para encontrar Mihailović e Bill Hudson.. Atherton enviou uma carta a Mihailovic em 22 de abril de 1942. confirmando que ele estava vivo, mas tanto ele quanto O'Donovan foram mortos pouco depois por Spasoje Dakic..                |
| 04/02/1942                           | Operação Disclaim        | Aerotransportado        |                   | Sokolac (Bósnia)                       | - Maj Cavan Elliot - 2Lt Pavle Crnjanski - Sgt Petar Miljković - Sgt William Chapman (W/T)                                                                                                  | Quase imediatamente recolhido por Domobrans e entregue aos alemães em Sarajevo |
| 28-29/04/1942                        |                          | Aerotransportado        |                   | Entre Berane e Novi Pazar (Montenegro) | - Sgt Milisav Bakić - Sgt Milisav Semiz | Enviado sem o conhecimento ou acordo da YGE. Preso pela milícia quisling local e entregue aos alemães. |
| Agosto de 1942                       | Operação Bullseye (ext.) | Aerotransportado        |                   | Sinjajevina (Montenegro)               | - Lieut Lofts - Dois operadores W/T | O grupo de sinais chegou ao quartel-general de Mihailović para estabelecer um posto de guerra, permitindo a Bill Bailey coordenar todas as atividades das empresas públicas na região (incluindo Albânia, Hungria, Roménia e Bulgária) e ajudar Hudson e Mihailović a terem ligações mais seguras e regulares com Cairo.                                                                              |
| Setembro de 1942                     |                          | Aerotransportado        |                   |                                        | - Capt (RYAF) Nedeljko Plećaš | Lançado de paraquedas com aparelhos de rádio para Mihailović e Trifunović-Birčanin, inicialmente para ligá-los ao Cairo, mas depois a Istambul e finalmente a Argel (em maio de 1944) para escapar da SOE britânica. |
| 25/12/1942                           | Operação Bullseye (ext.) | Aerotransportado        |                   | Gornje Lipovo (Montenegro)             | - Col S.W. (Bill) Bailey - Operador W/T | Chefe da secção dos Balcãs da SOE. Juntou-se a DT Bill Hudson na sede de Mihailović. Informar sobre o valor militar do movimento chetnik como um todo e persuadir Mihailović a empreender uma sabotagem activa. Estudar as suas intenções políticas e propor como a política britânica de criação de uma frente de resistência unida poderia ser implementada.                                        |
| Meados de fevereiro de 1943          |                          | Aerotransportado        |                   | Gornje Lipovo (Montenegro)             | - Maj Kenneth Greenlees | Juntou-se a Bailey e manteve contato rotineiro com Mihailović quando seu relacionamento com Bailey se deteriorou. |
| Meados de abril de 1943 e 21/05/1943 | Missão Greenwood-Rootham | Aerotransportado        |                   | Homolje (Sérvia Oriental)              | - Maj Erik Greenwood - Maj Jasper Rootham - Sgt W Anderson (W/T) - Sgt C E Hall (RAF) (W/T) - Lieut E (Micky) Hargreaves - Exército Real Iugoslavo (RYA) - oficial de codinome "Arlo".      | Missão à sede regional de Mihailović, local estrategicamente importante, capaz de monitorar e interromper o transporte marítimo no Danúbio (transportando petróleo romeno crucial para o esforço de guerra), na ferrovia Belgrado-Salônica (usada para abastecimento das tropas alemãs no Norte da África) e nas minas de cobre de Bor (o maior da Europa).                                           |
| 20-21/04/1943                        | Operação Hoathley 1      | Aerotransportado        | Derna (Líbia)     | Near Šekovići (Leste da Bósnia)        | - Stevan Serdar - George Diklić - Milan Družić | Todos os três eram mineiros de Quebec, cuja experiência com explosivos foi considerada útil. |
| 20-21/04/1943 e 18-19/05/1943        | Operação Fungus          | Aerotransportado        | Derna (Líbia)     | Near Brinje (Croácia)                  | - Alexander Simić-Stevens - Petar Erdeljac - Paul Pavlić | Apanhado por camponeses locais e repassado ao quartel-general partidário da Croácia. Erdeljac foi reconhecido pelo seu antigo camarada espanhol, Ivan Rukavina, enquanto Simić-Stevens teve de ser examinado por Vladimir Bakarić. |
| 18-19/05/1943                        | Operação Fungus (ext.)   | Aerotransportado        | Derna (Líbia)     | Near Brinje (Croácia)                  | - Maj William Jones - Capt Anthony Hunter - Sgt Ronald Jephson | A primeira missão "uniforme" para guerrilheiros - equipe de sabotagem para interromper as linhas ferroviárias usadas para transportar material de guerra e gasolina do Eixo. |
| 27/05/1943                           | Operação Typical         | Aerotransportado        | Derna (Líbia)     | Crno Jezero (Montenegro)               | - Col William Deakin - Capt William F Stuart - Sgt Walter Wroughton (W/T) - Sgt Peretz 'Rose' Rosenberg (W/T) - Ivan ('John') Starčević (Tradutor) - Sgt John Campbell (RM – guarda-costas) | A primeira missão britânica totalmente atribuída ao QG dos guerrilheiros iugoslavos e ao Marshall Tito. |
| 03/07/1943                           |                          | Aerotransportado        |                   |                                        | Nikola Kombol (aka Nicola King) | Recebido como intérprete em várias missões de ligação britânicas na Bósnia e na Sérvia. Saltou de pára-quedas pela segunda vez em setembro de 1944 para a Macedônia e cruzou o Adriático em uma canhoneira a motor RN para a terceira entrada na Iugoslávia, no início de 1945. |
| 15/08/1943                           | Operação Typical (ext.)  | Aerotransportado        |                   | Petrovo Polje (Bósnia)                 | - Kenneth Syers - Maj Ian Mackenzie (RAMC) | Fl-Lieut Syers (RAF) era um oficial do SIS, substituto do Capitão WF Stuart, que foi morto em 06/09/1943 em Sutjeska. Ele havia trabalhado para o Conselho Britânico na Iugoslávia antes da guerra. Maj Mackenzie era um cirurgião experiente do Royal Army Medical Corps. Suas operações com os feridos, sob constante atividade inimiga, renderam a ele e à missão britânica um alto crédito moral. |
| 16/08/1943                           | Missão Davidson          | Aerotransportado        |                   | Petrovo Polje (Bósnia)                 | - Major Basil Davidson - Sgt William Ennis - Sgt Stanley Brandreth | Davidson era o chefe interino do escritório iugoslavo da SOE no Cairo e foi enviado à Bósnia para continuar a viagem e chegar à Hungria, onde havia sido destacado pouco antes da guerra. |
| 21/08/1943                           | Operação Typical (ext.)  | Aerotransportado        |                   | Petrovo Polje (Bósnia)                 | Capt Melvin O Benson (OSS) | Melvin (Benny) Benson foi o primeiro representante americano designado para o QG dos guerrilheiros iugoslavos e Marshall Tito. Ele estava sob o comando de Deakin e compartilhava a infraestrutura de comunicações de rádio britânica. Ele ficou na região por quatro meses. |
| Agosto de 1943                       | Missão Neronian          |                         |                   |                                        | Liet-Col Cope | Cope tornou-se oficial de ligação britânico (BLO) do líder chetnik local Maj Radoslav Đurić. |
| Agosto de 1943                       | Ballinclay               |                         |                   | Drvar                                  | | A missão relatou as batalhas entre os guerrilheiros e os chetniks na área de Drvar e a morte de Jovo Plećaš, comandante e colaborador local dos chetniks.. |
| Setembro de 1943                     | Missão Maclean (Macmis)  | Aerotransportado        | Bizerta (Tunísia) | Mrkonjić-Grad (Bósnia)                 | - Fitzroy Maclean - Maj Vivian Street - Maj Linn "Slim" Farish - John Henniker-Major - Peter Moore - Donald Knight - Mike Parker - Gordon Alston - Robin Whetherly - Sgt Duncan             | A primeira missão britânica aos guerrilheiros iugoslavos com total autorização e mensagem pessoal de Winston Churchill |
| Novembro de 1943                     | Missão Mulligatawny      | Aerotransportado        |                   | Leste do Lago Ocrida (Macedônia)       | - Maj Mostyn Davies - Maj Frank Thompson (posteriormente) | Missão SOE tentando entrar em contato com os guerrilheiros búlgaros. Tanto Davies quanto Thompson morreriam na tentativa de organizar a resistência búlgara. |
| Novembro de 1943                     | Missão Rogers            | Mar                     | Sul da Italia     | Ilha de Vis                            | - Maj Lindsay Rogers - Sgt William (Bill) Gillanders - RAF Sgt Ian McGregor. | Missão Rogers foi uma expedição médica e militar do Executivo de Operações Especiais (SOE) da Segunda Guerra Mundial aos Partisans Iugoslavos na Dalmácia, oeste da Bósnia e Eslovênia. |
| 28/11/1943                           | Missão Monkeywrench      | Aerotransportado        |                   | Sérvia Oriental                        | Maj Dugmore | Missão SOE aos guerrilheiros iugoslavos, enviada para preparar a área para o rompimento britânico com Mihailović. |
| Dezembro de 1943                     | Missão Clowder           |                         |                   | Eslovênia                              | Peter Wilkinson | Centrado na escalada dos combates na Eslovénia, a fim de cortar as ligações alemãs e reabastecer as ligações ao norte de Itália. |
| 12/05/1944                           | Missão Dafoe             | Aerotransportado        | Bari              | Čanići (Bósnia Oriental)               | - Maj Colin Scott Dafoe - Sgt Frank - Sgt Chris | A Missão Dafoe foi uma expedição médica e militar do Executivo de Operações Especiais (SOE) da Segunda Guerra Mundial aos Partisans Iugoslavos no Leste da Bósnia. |
| 01/09/1944                           | Operation Ratweek        | Ar / Mar / Terra        | Bari / Vis        | Em toda a Iugoslávia                   | BAF, USAAF 15º AF, LRDG | Série de ataques coordenados às linhas de comunicação do Eixo, principalmente às ferrovias, a fim de frustrar a retirada alemã do sul dos Balcãs e o consequente reforço das suas tropas no norte. |
| Setembro de 1944                     |                          | Aerotransportado        |                   | Macedônia                              | - Nikola Kombol (aka Nicola King) | A segunda missão de Kombol/King, depois da anterior na Bósnia e na Sérvia em 3 de julho de 1943. |
| 27/10/1944                           | Floydforce               | Mar                     | Bari              | Dubrovnik                              | - Brigadeiro J P O'Brien-Twohig - Unidade de Comando Nº 43 - 111 Regimento de Campo - Unidade de Campo de Royal Engineers                                                                   | Floydforce foi o nome dado à unidade de intervenção do Exército Britânico enviada à Iugoslávia em outubro de 1944. Seu principal objetivo era ajudar os Partidários Iugoslavos a impedir a retirada alemã da Grécia e da Albânia via Montenegro, e "dar o maior apoio de artilharia possível ao Exército Nacional Iugoslavo". Exército de Libertação".                                                |

Recursos limitados significaram que em 1942 o apoio aos Chetniks estava limitado a "palavras e não ações". A SOE, encarregada de fomentar movimentos de resistência, enviou inicialmente o capitão D.T. Hudson como parte da Operação Bullseye, para contatar todos os grupos de resistência em setembro de 1941. Os relatórios de Hudson sobre as reuniões entre Mihailović e Tito (e seus funcionários) não foram encorajadores, e ele enviou avisos de que os guerrilheiros comunistas suspeitavam que Mihailović estava colaborando com o governo de Milan Nedić na Sérvia. Os contactos com ambos os grupos foram cortados pela primeira ofensiva de inverno do Eixo, mas as decifrações dos sinais alemães mostraram que os chetniks estavam a colaborar com os italianos. Esta colaboração baseou-se numa antiga amizade entre sérvios e italianos na Dalmácia, que remonta aos tempos do domínio austríaco. 
Em junho de 1942, um relatório do major-general Francis Davidson, diretor da Inteligência Militar para Churchill, descreveu os guerrilheiros como "elementos extremistas e bandidos". A Inteligência Militar Britânica queria manter o apoio a Mihailović no momento em que observavam o progresso da Operação Weiss alemã contra os partisans, embora tenham começado a ter dúvidas em março de 1943. O coronel Bateman, da Diretoria de Operações Militares, também recomendou apoiar os "partisans ativos e vigorosos" em vez dos "chetniks adormecidos e lentos". 
Uma avaliação do major David Talbot Rice do MI3b em setembro de 1943 confirmou que houve apenas atividade anti-alemã isolada por parte de Mihailović e "os heróis do momento são, sem dúvida, os guerrilheiros". Ele recomendou que Mihailović fosse instruído a destruir as linhas de comunicação alemãs na Sérvia, caso contrário, Tito seria o único destinatário da ajuda britânica, que eles finalmente estavam em condições de entregar. A inteligência da Signals mudou completamente a visão de Talbot Rice e do MI3b em seis meses. 
Quando Mihailović foi considerado menos eficaz do que os guerrilheiros comunistas, missões foram enviadas aos guerrilheiros. Uma das primeiras dessas missões, de codinome "Fungus", foi deixada "às cegas" na área de Dreznica e Brinje, a noroeste de Senj, na costa croata do Adriático, na noite de 20/21 de abril de 1943 por um Libertador de N°. 148 Esquadrão RAF, operando a partir de Derna A missão consistia em dois emigrados canadenses (Petar Erdeljac e Pavle Pavlic), e o cabo Alexander Simic (Simitch Stevens) do Royal Pioneer Corps. Eles foram encontrados pelos guerrilheiros e levados para o QG do Partizan croata em Sisane Polje, onde Erdeljac e Pavlic foram reconhecidos por Ivan Rukovina, o comandante do QG croata, que lutou com eles nas Brigadas Internacionais na Espanha. Alexander Simic foi interrogado longamente pelo Dr. Vladimir Bakaric, o Comissário Político (que posteriormente se tornou Presidente da Croácia) antes de ser autorizado a estabelecer contato por rádio com a sede da SOE no Cairo e organizar as missões subsequentes do Major William Jones para se juntar a Simic no QG croata. e a do capitão Bill Deakin para o quartel-general de Tito em maio de 1943.
Ele foi acompanhado no mês de setembro seguinte pelo Brigadeiro Fitzroy Maclean, um oficial do SAS e também um membro conservador do Parlamento e ex-diplomata, com bons conhecimentos linguísticos. Posteriormente, Maclean enviou um "relatório de grande sucesso" ao secretário de Relações Exteriores, Anthony Eden, recomendando que a Grã-Bretanha transferisse o apoio a Tito e rompesse os laços com Mihailović. Em 1943, a SOE na Inglaterra e o Ministério das Relações Exteriores queriam continuar a apoiar Mihailović, embora, como essas organizações tivessem apenas acesso limitado às decifrações, não estivessem tão bem informadas sobre a situação ali. O quartel-general da SOE no Cairo (que frequentemente entrava em conflito com o quartel-general de Londres), o MI6, as Direcções de Inteligência e Operações Militares, os Chefes do Estado-Maior e, em última análise, o próprio Churchill, queriam transferir o apoio para Tito.